# Герда Ласкі
Герда Ласкі (нім. Gerda Laski, 4 червня 1893 — 24 листопада 1928) — австрійсько-німецька вчена-фізик, відома дослідженнями інфрачервоного випромінювання. Здобула ступінь доктора фізики у Віденському університеті в 1917 році.
Керувала Інститутом Товариства кайзера Вільгельма з дослідження волокон, згодом перейшла до інституту метрології Physikalisch-Technische Bundesanstalt, де у 1928 році започаткувала власний відділ. Її дослідження ставили під сумнів постулати Бора.